# Zenithgatan

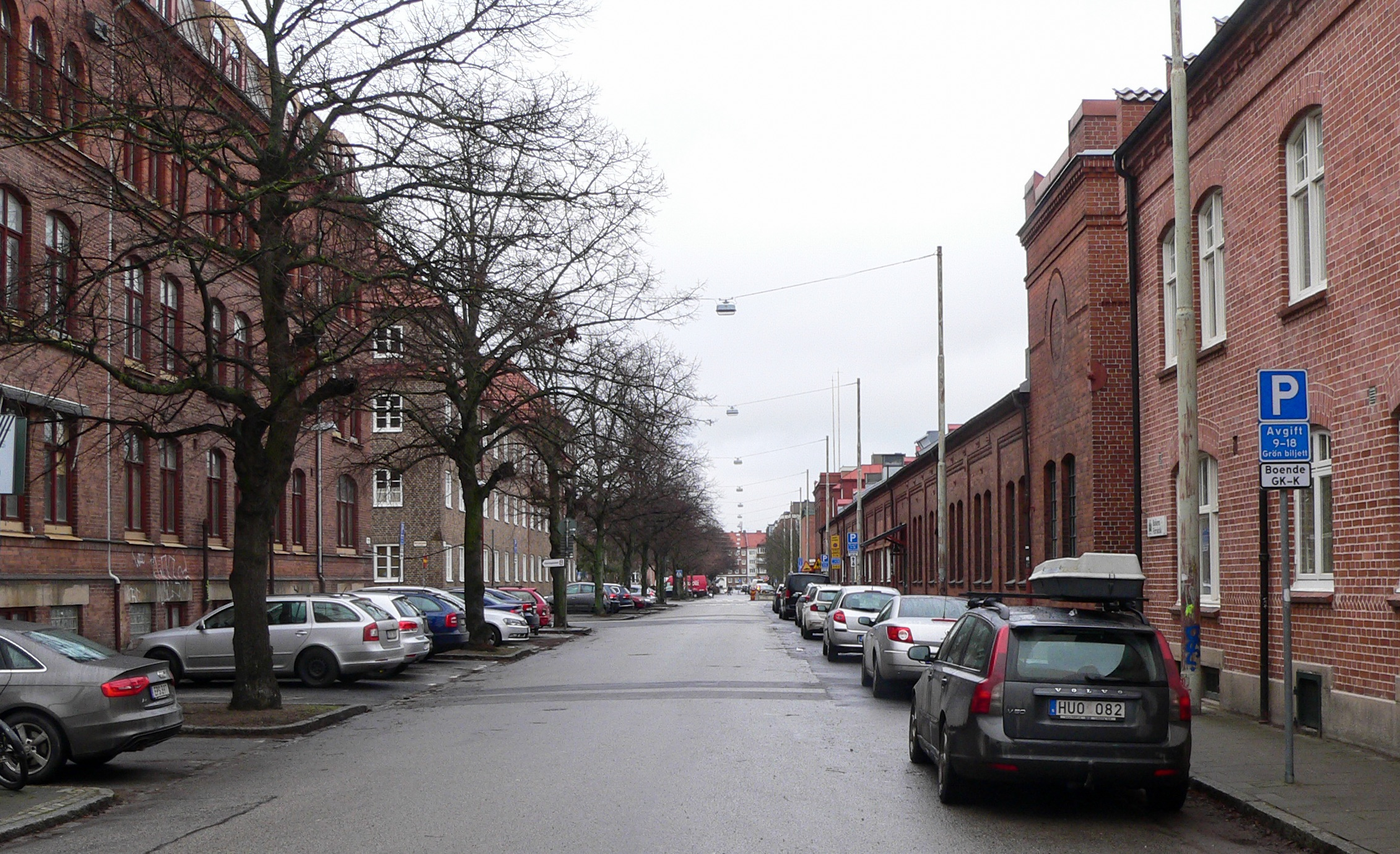
Zenithgatan 2017. Mot nordost från Industrigatan. Den långa mörkröda byggnaden på höger sida tillhörde fordom Malmö stads spårvägar. Första huset på vänster sida är före detta skofabriken.

Zenithgatan är en gata i delområdet Värnhem i stadsområdet Norr i Malmö som sträcker sig från Värnhemsgatan till Industrigatan och korsar Sallerupsvägen. 
Zenithgatan namngavs 1902 efter Margarinaktiebolaget Zenith, en margarinfabrik som startades 1899 av grosshandlarna Cornelius Faxe, Lorens Faxe, Axel Hagerman och Johan Fredrik Andersson. Fabriksbyggnaden revs på 1960-talet. Vid Zenithgatan ligger bland annat Malmö stads spårvägars tidigare kontors- och verkstadsbyggnad, vilken uppfördes 1905–1906 efter ritningar av stadsarkitekten Salomon Sörensen. Lokalerna disponeras numera av Rörsjöskolan. Vid Zenithgatan finns även Malmö Skofabriks AB:s gamla byggnad, där bland annat Kvarnby folkhögskola har viss verksamhet.

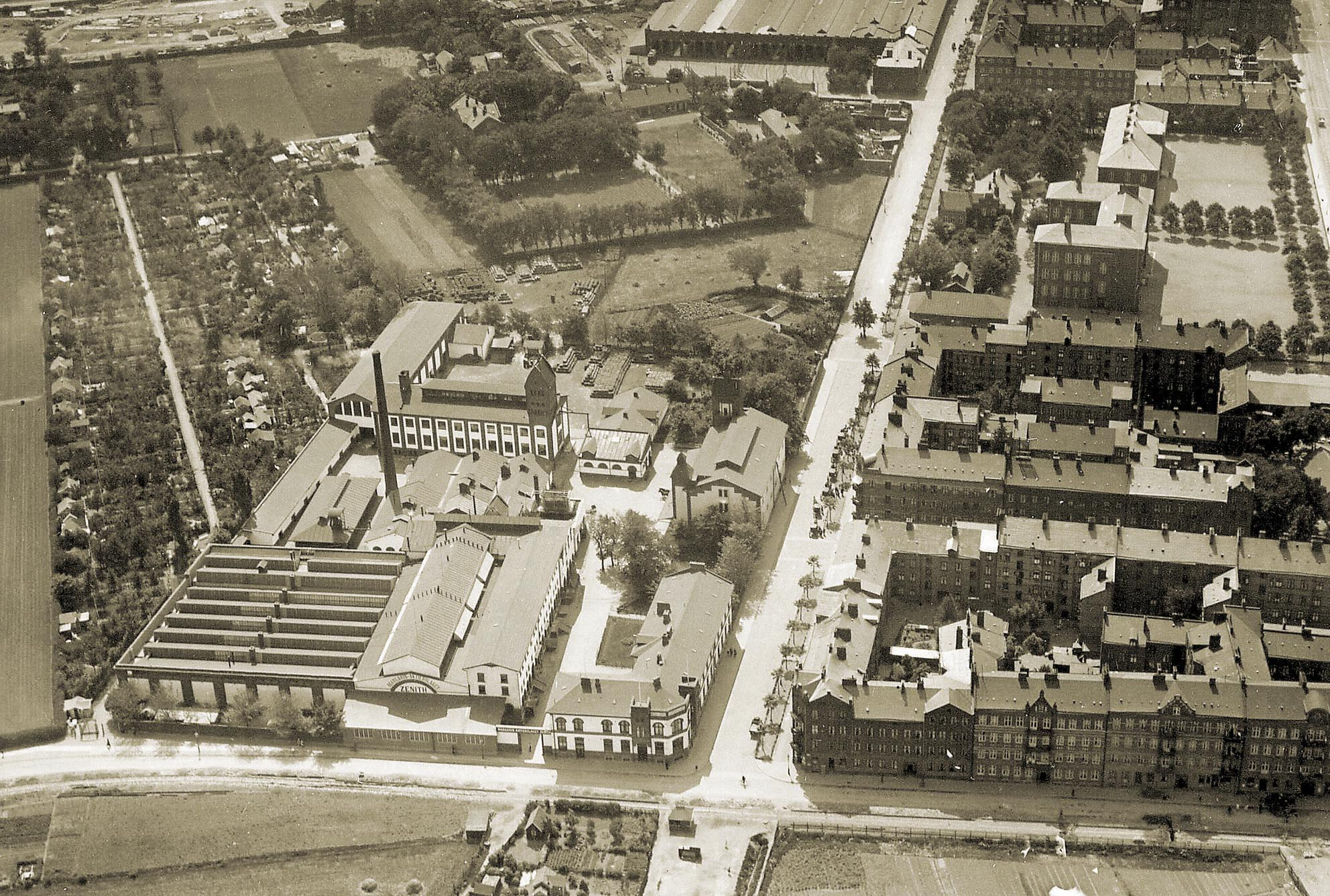
Zenithgatan 1924, lodrätt (mot sydväst) i bilden, med Margarinaktiebolaget Zeniths fabrik till vänster. Gatan som korsar Zenithgatan hitom fabriken är Sallerupsvägen. Två kvarter bort på Zenithgatans högersida ses Rörsjöskolans (fram till 1941 Östra Förstadsskolan) U-formade byggnad från 1899 och bortom denna den första Rörsjöskolan från 1878 (riven på 1980-talet och ersatt med en fotbollsplan). I överkanten, bortom Celsiusgatan till vänster om Zenithgatan syns spårvagnsstallarna, och längst upp i högerkanten ser man den med Zenithgatan parallella Föreningsgatan. Mellan spårvagnsstallarna och margarinfabriken låg till in på 1800-talet Malmös avrättningsplats - byggnaderna (nu rivna) på denna plats på bilden var Malmös epidemisjukhus. Längst uppe i vänsterhörnet syns lite av "Stadens materialgård". Fortfarande (2017) finns nästan hela Zeniths koloniområde (i vänstra delen bortom margarinfabriken) kvar.